# سام ديلي
سام ديلي (بالإنجليزية: Sam Dailey)‏ هو لاعب كرة قاعدة أمريكي، ولد في 31 مارس 1904 في أوكفورد في الولايات المتحدة، وتوفي في 2 ديسمبر 1979 في كولومبيا في الولايات المتحدة.

## وصلات خارجية
- سام ديلي على موقعبيزبول رفرنس.كوم (الدوري الرئيسي) (الإنجليزية)